# آرس نوفا

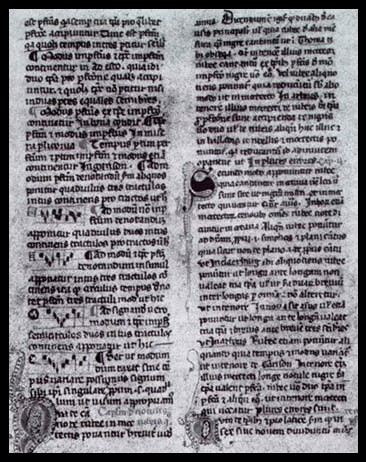

آرس نوفا (تعني في اللاتينية الفن الجديد) مصطلح يشير إلى نمطٍ موسيقيٍ ازدهر في فرنسا والأراضي البورغندية المنخفضة في أواخر العصور الوسطى: وبالتحديد، في الفترة بين إعداد رومان دو فوفيل (1310) ووفاة المؤلف الموسيقي غيوم دو ماشو عام 1377. يُستخدم المصطلح أحيانًا بشكل أوسع للإشارة إلى الموسيقا البوليفونية الأوروبية في القرن الرابع عشر. فمثلًا، يُطلق تعبير «الآرس نوفا الإيطالية» أحيانًا للإشارة إلى موسيقا فرانسيسكو لانديني ومواطنيه (مع أن التسمية الأكثر شيوعًا لموسيقا القرن الرابع عشر في إيطاليا هي موسيقا تريسينتو). يمكن فهم «آرس» في «آرس نوفا» «تقنية» أو «نمط». استُخدم المصطلح لأول مرة في أطروحتين موسيقيتين، بعنوان (تقنية جديدة للموسيقا) (نحو 1320) ليوهانس دو موريس، ومجموعة من الكتابات (نحو 1322) نُسبت إلى فيليب دو فيتري تسمى اليوم ببساطة «آرس نوفا». يوهانس وولف هو أول من استخدم المصطلح لوصف حقبة تاريخية في عام 1904.
يُستخدم مصطلح «آرس نوفا» عادةً إلى جانب مصطلح آخر، «آرس أنتيكا»، الذي يشير إلى موسيقى العصر الذي سبق عصر الآرس نوفا مباشرة، ويمتد عادة للسابق ليشمل الفترة البوليفونية في نوتردام (من نحو 1170 إلى 1320). حينها تقريبًا، استُخدم مصطلح «آرس أنتيكا» ليشير إلى موسيقا القرن الثالث عشر، و«آرس نوفا» إلى موسيقا القرن الرابع عشر؛ يستخدم الكثير من التأريخ الموسيقي هذين المصطلحين وفق هذا المعنى العام.
تعتبر الفترة من وفاة ماشو 1377)) حتى أوائل القرن الخامس عشر، بما فيها الابتكارات الإيقاعية للآرس سوبتيليور في بعض الأحيان النهاية أو الفترة المتأخرة للآرس نوفا، ولكن في أحيان أخرى يُنظر إليها على أنها فترة موسيقية مستقلة. أُطلقت تسمية «الفن الجديد» على فترات وأساليب موسيقية أخرى في أزمنة مختلفة. (استخدم تنكتوريس المصطلح لوصف دونستابل)؛ ومع ذلك، في الاستخدام التاريخي المعاصر، يقتصر استخدام المصطلح كليًا على الفترة المذكورة أعلاه.

## المقارنة بآرس أنتيكا
أسلوبيًا، تختلف موسيقا آرس نوفا عن موسيقا العصر الذي سبقها بطرق شتى. التطورات في النوتة سمحت بكتابة النوتة باستقلالية إيقاعية أكبر، متجنبة قيود الأنماط الإيقاعية التي سادت في القرن الثالث عشر؛ اكتسبت الموسيقا غير الدينية الكثير من التطور البوليفوني الذي كان من قبل مقتصرًا على الموسيقا الدينية فقط؛ وكذلك اكتسبت تقنيات وأشكالًا جديدة، كوحدة الإيقاع والموتيه وحيد الإيقاع، التي أصبحت شائعة. خلق التأثير الجمالي لهذه التطورات موسيقا أكثر قدرةً تعبيرية وأكثر تنوعًا مقارنةً بما كانت عليه الحال في القرن الثالث عشر. يمكن تشبيه التغيير التاريخي المفاجئ بتلك الدرجة المذهلة من التعبير الموسيقي، بالتغيير الذي أحدثه إدخال المنظور في الرسم، ومن المفيد أن نأخذ في الاعتبار أن التغييرات في موسيقا الآرس نوفا عاصرت ثورات عصر النهضة المبكرة العظيمة في الرسم والأدب.
أشهر ممارسي هذا الأسلوب الموسيقي الجديد هو غيوم دو ماشو، الذي كان أيضًا كاهنًا وشاعرًا متميزًا في كاتدرائية ريمس. يتجلى أسلوب الآرس نوفا في القدر الكبير من الموتيه الذي قدّمه ماشو إلى جانب اللاي والفيرلاي والروندو والبالاد.
قرب نهاية القرن الرابع عشر، تطورت مدرسة جديدة من مؤلفي الموسيقا والشعراء في أفينيون في جنوب فرنسا؛ أطلق على أسلوبها الرقيق للغاية اسم آرس سوبتيليور. يعتبره بعض الباحثين تطورًا متأخرًا للآرس نوفا بدلًا من كونه مدرسة منفصلة. هذه المجموعة الغريبة والمثيرة للاهتمام من الموسيقا، والمحدودة في التوزع الجغرافي (جنوب فرنسا وأراغون وقبرص لاحقًا)، والتي كانت الغاية منها أن يؤدي الخبراء أمام جمهور من الخبراء، تشبه «نغمة الختام» لموسيقا العصور الوسطى بأكملها.